# 白山神社 (美濃市蕨生)
白山神社（はくさんじんじゃ）は、岐阜県美濃市蕨生にある神社（白山神社）。

## 概要
創建時期は不詳。1873年（明治6年）に村社となる。
1925年（大正14年）に武儀郡下牧村大字蕨生字西山（現・美濃市蕨生）の神明神社を合祀し境内社とする。
1952年（昭和27年）、下牧村大字蕨生字矢坪洞の明神神社、及び下牧村大字蕨生字大島の厳島神社を合併。明神神社及び厳島神社を境外社とする。
1963年（昭和38年）、岐阜県神社庁より銀幣社に指定される。

## 主祭神
- 伊弉冊命
- 伊弉諾命
- 菊理姫命
- 少彦名命

## 境内社
- 神明神社
- 秋葉神社
- 津島神社
- 山神神社

## 境外社
- 明神神社
- 厳島神社

## 文化財
十一面観音立像、阿弥陀坐像、聖観音坐像
- 白山神社の本殿に安置されている円空作の十一面観音立像、阿弥陀坐像、聖観音坐像[1]。白山三所権現の本地仏と考えられる[4]。
- 1978年（昭和53年）12月19日に、岐阜県の重要文化財に指定されている[4]。